# Pomiechówek
Pomiechówek [pɔmjɛˈxuvɛk] es un pueblo ubicado en el distrito administrativo de Gmina Pomiechówek, dentro del Condado de Nowy Dwór Mazowiecki, Voivodato de Mazovia, en el este de Polonia central. Se encuentra en el río Wkra, aproximadamente a 6 kilómetros al noreste de Nowy Dwór Mazowiecki y a 34 kilómetros al noroeste de Varsovia.